# Ванцо Нуово (Виченца)
Ванцо Нуово је насеље у Италији у округу Виченца, региону Венето.
Према процени из 2011. у насељу је живело 65 становника. Насеље се налази на надморској висини од 24 м.